# زغليك السفلي (أوتش هاتشا)
زغليك السفلی (بالفارسية: زگلیک سفلی) هي منطقة سكنية تقع في إيران في قسم أوتش هاتشا الریفي. يقدر عدد سكانها بـ 54 نسمة .